# هارون هاشم
هارون هاشم لاعب كرة قدم سعودي يلعب حالياً في نادي الانتصار.

## مسيرة اللاعب
كانت بداياته في الفئات السنية في نادي الشعلة و لعب بعدها مع نادي الوطني ونادي الخلود ونادي الزلفي ونادي الحوراء ونادي الانتصار.